# No Devotion
No Devotion es una banda estadounidense de rock alternativo formada en 2014 por exmiembros del grupo galés Lostprophets, junto al vocalista estadounidense Geoff Rickly, anterior integrante de la banda Thursday. La banda ha lanzado tres sencillos; «Stay», «10,000 Summers» y «Addition», y publicado su primer álbum, Permanence el 25 de septiembre de 2015, producido por Dave Fridmann. A principios de 2015, el baterista Luke Johnson dejó oficialmente la banda, reemplazado por el baterista Philip Jenkins quien entró temporalmente a No Devotion para ayudar a sus miembros en sus siguientes conciertos.

## Historia

### Orígenes

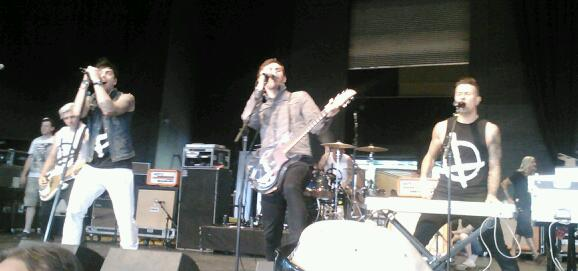
Lostprophets en 2012. La banda atravesaría varios escándalos protagonizados por su cantante Ian Watkins, por casos de violación a menores de edad.

Entre 1997 y diciembre de 2012, Mike Lewis, Lee Gaze, Stuart Richardson, Jamie Oliver e Ian Watkins fueron miembros de la banda de rock Lostprophets (además de Luke Johnson, quien se unió en 2009). Esta agrupación editó cinco exitosos discos de estudio y realizó multitudinarias giras alrededor del mundo en la década de los 2000. 
El 19 de diciembre de 2012, Watkins fue acusado de trece delitos de abuso sexual infantil además de cargos criminales como pedofilia, pederastia y zoofilia, siendo posteriormente condenado a un total de 35 años de prisión. El 1 de octubre de 2013, los miembros restantes de Lostprophets anunciaron que dejarían de componer e interpretar música bajo el nombre de este grupo, en un comunicado firmado por todos menos por el propio Watkins quien se encuentra entre rejas.

### Formación, marcha de Watkins y la salida de Johnson (2014-2015)

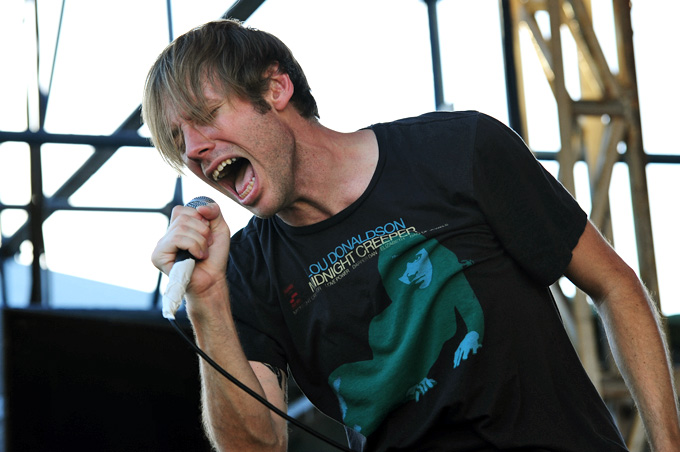
Geoff Rickly, vocalista del grupo.

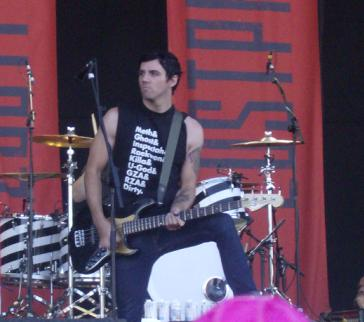
Stuart Richardson, bajista del grupo en 2007; durante su etapa con Lostprophets.

En abril de 2014, el exvocalista de Thursday, Geoff Rickly, confirmó en una entrevista en una emisora de radio que se pondría manos a la obra junto a los miembros restantes de Lostprophets para sacar adelante un nuevo proyecto musical a través de su propio sello, Collect Records. Este proyecto está influenciado por grupos como Joy Division, New Order y The Cure.
El 1 de mayo de 2014, los antiguos miembros de Lostprophets anunciaron que iban a seguir haciendo música con Geoff Rickly como vocalista de la banda reemplazando al malogrado Watkins. El 1 de julio, la banda dio a conocer su primer sencillo, «Stay», junto a otra canción, «Eyeshadow», así como los detalles de una pequeña gira con cuatro actuaciones en Cardiff, Manchester, Londres y Glasgow. Antes de actuar, la banda confirmó que no interpretarían ninguna canción del grupo Lostprophets, dada la "mala imagen" que, según ellos, tiene dicho grupo ahora mismo.
El 6 de octubre del mismo año, en el programa Rockshow de la BBC Radio 1, Daniel P. Carter presentó en primicia el segundo sencillo de la banda, «10,000 Summers», junto al Lado B, titulado «Only One». El 28 de octubre de 2014, la banda hizo su debut en Estados Unidos tocando en un show en vivo en la Glasslands Gallery de Brooklyn, Nueva York.
A finales de 2014, el batería Luke Johnson abandona la banda al sentirse incapaz de cumplir con los compromisos de esta. La decisión fue tomada en 2014 pero no se anunció hasta enero de 2015. Matt Tong, del grupo Bloc Party, grabó el resto de su futuro álbum, y Phil Jenkins, de Kids in Glass Houses, les acompañó en su gira de 2015 por el Reino Unido con actuaciones en Bristol, Birmingham, Southhamptom, Reading y Londres, siendo acompañados por Gerard Way (My Chemical Romance) en tres de los conciertos.
El 30 de junio, la banda anuncia el lanzamiento de su primer álbum, Permanence, previsto para septiembre, lanzando dos nuevas canciones tituladas «Death Rattle» como sencillo promocional y «Addition» como tercer sencillo.

### Permanence(2015-2017)
El 17 de agosto de 2015, la banda lanza su siguiente canción llamado «Permanent Sunlight», sacado de su futuro álbum. El 29 y el 30 de agosto, se celebra un concierto en el "Festival de Reading y Leeds" como parte de su gira con Seether y Baroness, presentando por primera vez en vivo su canción «Permanent Sunlight». El 27 de agosto, la banda anuncia una gira por Alemania, con paradas en Colonia, Berlín y Hamburgo.
El 21 de septiembre, la banda sube a Soundcloud su primer álbum, Permanence, justo cuatro días antes de su lanzamiento oficial. Tras su lanzamiento mundial, "Permanence" ha recibido valoraciones positivas por parte de las fanes.
El 17 de noviembre, se dio a conocer su primer video musical de su sencillo "Permanent Sunlight".
El 9 de junio de 2016, Permanence ganó el primer premio Premio Kerrang! por Mejor Álbum.
La banda ha confirmaron el 6 de febrero de 2016 que estaban trabajando en nuevas canciones para su segundo álbum.

### Salida de Oliver yNo Oblivion(2018-presente)
En agosto de 2016, se anunció que la antigua banda de Geoff Rickly se había reunido a Thursday; sin embargo, en octubre de 2018, Thursday anunció su segunda separación, que ocurrió en marzo de 2019. En el momento en que se desconocía el futuro de No Devotion, sin embargo, después de esto, los miembros de la banda confirmaron que estaban trabajando en un álbum de seguimiento para Permanence, se lanzará a finales de 2019.
Aunque los cambios en la alineación activa de la banda pueden haber ocurrido debido al período de tiempo entre los dos grabaciones. Los miembros de la banda confirmados para trabajar en el álbum incluyen a Geoff Rickly, Lee Gaze y Stuart Richardson, lo que posiblemente significa que Jamie Oliver y Mike Lewis han dejado la banda. La salida de Oliver fue confirmada por Lee Gaze, aunque también aclaró que, si bien Lewis no realizó ninguna grabación en el próximo disco, todavía es parte de la banda. Actualmente se desconoce si Philip Jenkins todavía está involucrado con la banda.
El 6 de junio de 2022, Permanence se relanzó en sitios de transmisión bajo Velocity Records. El 12 de julio, se lanzó "Starling", el primer sencillo de su segundo álbum recientemente anunciado, No Oblivion.

## Sonido e influencia
Según el vocalista Geoff Rickly, la banda se ve influenciada, entre otros, por New Order, Joy Division y The Cure. Además, los fanes de la banda han notado que el nombre de la banda es similar al del último álbum de la banda Thursday, No Devolución.

## Miembros
| Miembros actuales - Geoff Rickly - voces (2014-presente) - Lee Gaze - guitarra principal, coros (2014-presente), guitarra rítmica (2017-presente) - Stuart Richardson - bajo, coros (2014-presente), teclados, sintetizador (2017-presente) Miembros anteriores - Luke Johnson - batería, percusión (2014-2015) - Jamie Oliver - teclados, sintetizador, coros (2014-2017) - Mike Lewis - guitarra rítmica, coros (2014-2017) | Miembros de apoyo en vivo - Phillip Jenkins - batería, percusión (2015-presente) Músicos de sesión - Matt Tong - batería, percusión (2015-2017) - Tucker Rule batería, percusión (2022-presente) |

## Discografía

### Álbumes de estudio
| Título      | Detalles |
| ----------- | --- |
| Permanence  | - Lanzamiento: 25 de septiembre de 2015 - sello discográfico: Collect (CLTD-1014, CLTD 1014) - Formatos: CD, DL, LP |
| No Oblivion | - Lanzamiento: 16 de septiembre de 2022 - sello discográfico: Velocity - Formatos: CD, DL, LP                       |

### Sencillos
| "Stay"                                          | 2014 | 1 | 49 | Permanence |
| "10,000 Summers"                                | 2014 | — | —  | Permanence |
| "Addition"                                      | 2015 | — | —  | Permanence |
| "—" canciones que no entraron en ninguna lista. |      |   |    |            |

## Giras
- Short Tour (2014-2015) con Gerard Way en 2015
- Festival de Reading y Leeds (2015) con Seether y Baroness
- Permanence Tour (2015-2016)

## Premios y nominaciones
Premios Kerrang!
| Año  | Nominado   | Galardón       | Resultado | Ref. |
| ---- | ---------- | -------------- | --------- | ---- |
| 2016 | Permanence | Al Mejor Álbum | Ganador   |      |